# Sede de la Organización de las Naciones Unidas
La sede de la Organización de las Naciones Unidas es un complejo ubicado en la ciudad de Nueva York, Estados Unidos. Los edificios han sido la sede oficial de las Naciones Unidas desde que fueron construidos en 1952. Se encuentran sobre la costa de Turtle Bay, en el vecindario de Manhattan, en un terreno amplio, a orillas del río Este. Sus límites son la Primera Avenida por el occidente, la calle 42 hacia el sur, la calle 48 por el norte y el río Este por el oriente. El término "Turtle Bay" es ocasionalmente usado como metonimia para la sede de la ONU o para las Naciones Unidas como un todo.
La ONU posee tres sedes regionales adicionales, o sedes de distrito. Estas fueron inauguradas en Ginebra (Suiza) en 1946, en Viena (Austria) en 1980, y en Nairobi (Kenia) en 2011. Estas sedes de distrito ayudan a representar los intereses de las Naciones Unidas, facilitan actividades diplomáticas, y disfrutan de ciertos privilegios extraterritoriales, pero solo en la sede principal en la ciudad de Nueva York funcionan los principales órganos de Naciones Unidas, incluyendo la Asamblea General y el Consejo de Seguridad. Las quince agencias especializadas de las Naciones Unidas están ubicadas fuera de Estados Unidos, en otros países.
Aunque está situada en Nueva York, la tierra ocupada por la sede de las Naciones Unidas y los espacios de los edificios que renta, están bajo administración exclusiva de la Organización de Naciones Unidas y no del gobierno de Estados Unidos de América. Estos son técnicamente espacios extraterritoriales mediante un convenio con el gobierno de los Estados Unidos. Sin embargo, a cambio de la protección de la policía local, bomberos y otros servicios, las Naciones Unidas acepta reconocer las leyes locales, estatales y federales.
La sede de la ONU fue construida en etapas entre 1948 y 1952, en un terreno de aproximadamente 7 hectáreas a la vera del Río Este, compradas a la promotora inmobiliaria, William Zeckendorf. Nelson Rockefeller arregló esta compra, después que la ONU rechazara una oferta inicial para ubicarse en la finca de la familia Rockefeller, Kykuit, por estar muy aislada de Manhattan. El precio de $8,5 millones de dólares (ajustada por inflación en $76,8 millones de dólares) fue financiado por su padre, John D. Rockefeller, quien los donó a la ciudad. La familia Rockefeller poseía los apartamentos Tudor City a lo largo de la Primera Avenida desde los mataderos. Wallace Harrison, el asesor de arquitectura personal de la familia Rockefeller y cuñado de una hija Rockefeller, sirvió de Director de Planificación de la sede de las Naciones Unidas. Su firma, Harrison y Abramovtiz, supervisaron la ejecución del diseño.
El estilo de construcción ha inspirado algunas copias notables, incluida la sede del Consejo de South Lanarkshire en Hamilton, Escocia, conocida localmente como los «Edificios del Condado».[cita requerida]

## Plan y construcción
El edificio de la Secretaría de las Naciones Unidas es un rascacielos de 154 metros de altura y pieza central de la sede de la ONU, ubicado en Turtle Bay, en el área de Midtown Manhattan de Manhattan, en la ciudad de Nueva York. El lote donde se encuentra el edificio se considera territorio de las Naciones Unidas, aunque sigue siendo parte de los Estados Unidos. Es el primer rascacielos en la ciudad de Nueva York en usar un muro cortina.

### Diseño

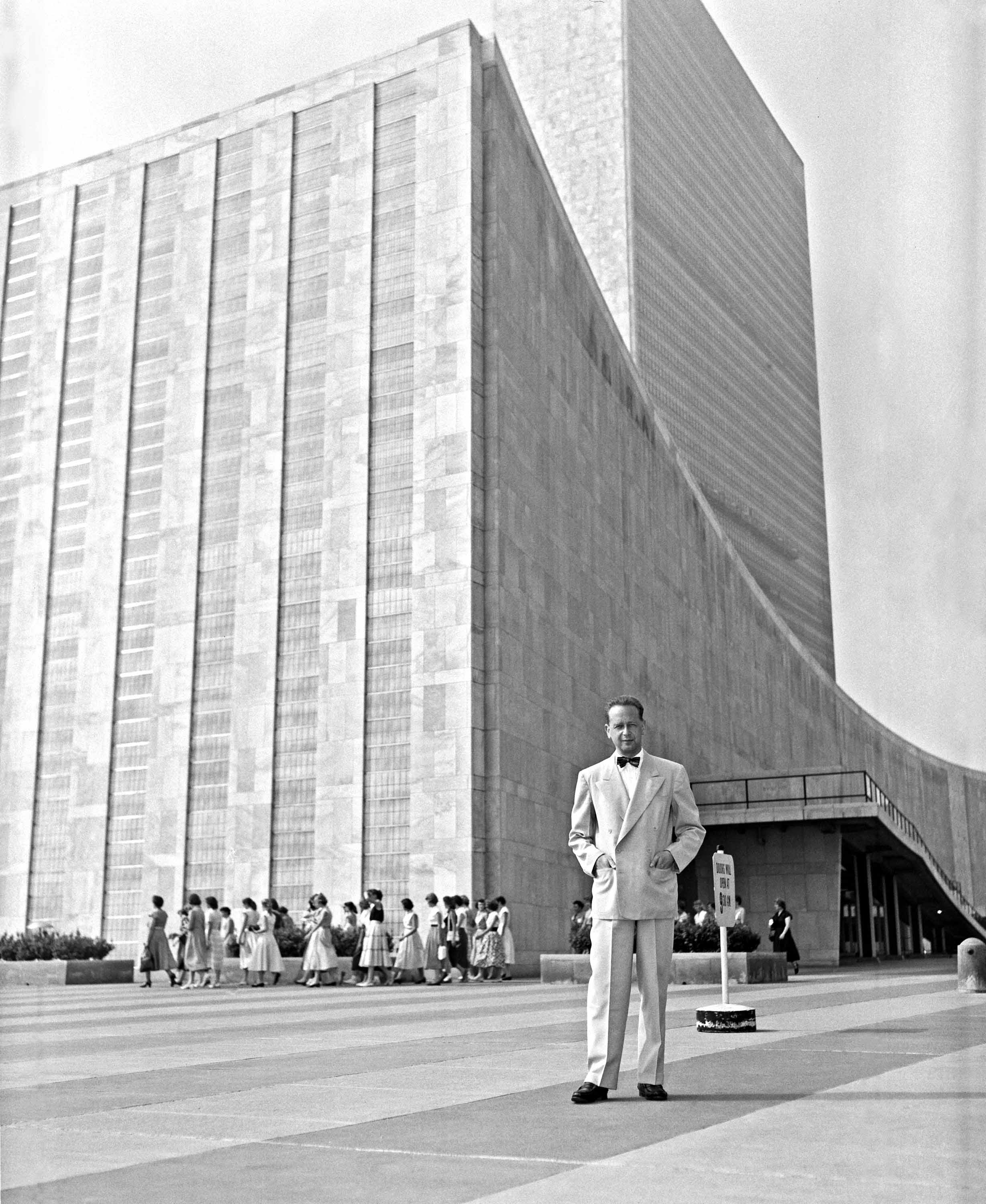
Secretario general de las Naciones Unidas Dag Hammarskjöld frente al edificio de la Asamblea General

Antes de su donación, el sitio donde se ubica la sede de la ONU fue un matadero, bordeado de un lado por los apartamentos Tudor City, de la familia Rockefeller. Si bien las Naciones Unidas habían soñado con la construcción de una ciudad independiente para su nueva sede mundial, múltiples obstáculos pronto forzaron a la ONU a revisar sus planes. El diminuto sitio en el East River necesitaba un complejo vertical, tipo Centro Rockefeller, de este modo, se decidió que la Secretaría sería alojada en un edificio alto de oficinas. Durante reuniones realizadas entre febrero y junio de 1947, la Comisión Colaboradora produjo al menos 45 diseños y variaciones para la sede. En lugar de llevar a cabo una competencia por el diseño de la sede, la ONU decidió encargarle a un equipo multinacional de prestigiosos arquitectos que colaboraran en su diseño. El arquitecto norteamericano Wallace K. Harrison fue nombrado Director de Planeamiento, y un consejo de Diseñadores Consultores, fue formado con arquitectos, planificadores e ingenieros nominados por diversos gobiernos. El consejo estuvo compuesto por N. D. Bassov de la Unión Soviética, Gaston Brunfaut (Bélgica), Ernest Cornier (Canadá), Le Corbusier (Francia), Liang Seu-cheng (China), Sven Markelius (Suecia), Oscar Niemeyer (Brasil), Howard Robertson (Inglaterra), G. A. Soilleux (Australia), y Julio Vilamajó (Uruguay).
Niemeyer se encontró con Le Corbusier por petición de este, apenas llegó a Nueva York. Le Corbusier había estado cabildeando para promover su propio esquema 23, y así, solicitó que Niemeyer no presentará un diseño, para no hacer confusas las reuniones del consejo de diseño. Niemeyer comenzó a ausentarse de las reuniones. Solo después de que Wallace Harrison y Max Abramovitz lo presionaron repetidamente para participar, Niemeyer aceptó presentar su propuesta. El proyecto 32 de Niemeyer fue finalmente seleccionado, pero al contrario del proyecto 23 de Le Corbusier, que consistía en un edificio para las Salas de la Asamblea General y de los otros 3 Consejos (de Seguridad, de Administración Fiduciaria y Económico y Social), en el centro del lugar (pues era jerárquicamente el edificio más importante); el plan de Niemeyer separaba los 3 Consejos de la Sala de la Asamblea General, localizando los primeros a lado del río, y la segunda sobre el lado derecho del Secretariado. Esto no separaría el lugar, pero crearía una larga plaza cívica cuadrada.
Después de mucha discusión, Harrison, quien coordinaba las reuniones, determinó que un diseño basado en el proyecto 32 de Niemeyer y el proyecto 23 de Le Corbusier sería desarrollado como proyecto final. El plan de Niemeyer tenía muchas similitudes con el proyecto finalmente construido, con un distintivo edificio de Asamblea General, un bloque largo horizontal, alojando los 3 Consejos, y una alta torre para el Secretariado. El complejo edilicio construido, sin embargo, reubica el edificio de la Asamblea General al norte de una composición tripartita. Este plan incluía también una plaza pública. 
El asistente de Wallace Harrison, el arquitecto George Dudley, más tarde declaró: "Literalmente nos robó el aliento ver el simple plano del lugar que se mantenía abierto desde la primera avenida hasta el río, solamente tres estructuras en él, posicionándose libres, y una cuarta situada abajo detrás de ellas a lo largo del borde del río... [Niemeyer] también dijo, '¡La belleza vendrá de los edificios posicionados en el lugar correcto!'. La comparación entre el pesado bloque de Le Corbusier y la articulada composición elegante y sorprendente de Niemeyer parecía para mí estar en la mente de todos...". Posteriormente, Le Corbusier habló nuevamente con Niemeyer y le pidió reposicionar la Sala de la Asamblea General en el centro del lugar. Tal modificación destruiría el plan de Niemeyer para una plaza cívica. Sin embargo, él finalmente decidió aceptar la modificación: "Sentí que [Le Corbusier] le gustaría hacer este proyecto, y él era el maestro. No me arrepiento de mi decisión". Juntos, presentaron el esquema 23-32, que fue construido y es lo que se puede observar hoy en día. Las sugerencias de otros miembros del consejo de diseñadores, fueron incorporadas y así se llegó al proyecto 42G. El proyecto final  fue construido con algunas reducciones y otras modificaciones.

### Alternativas propuestas

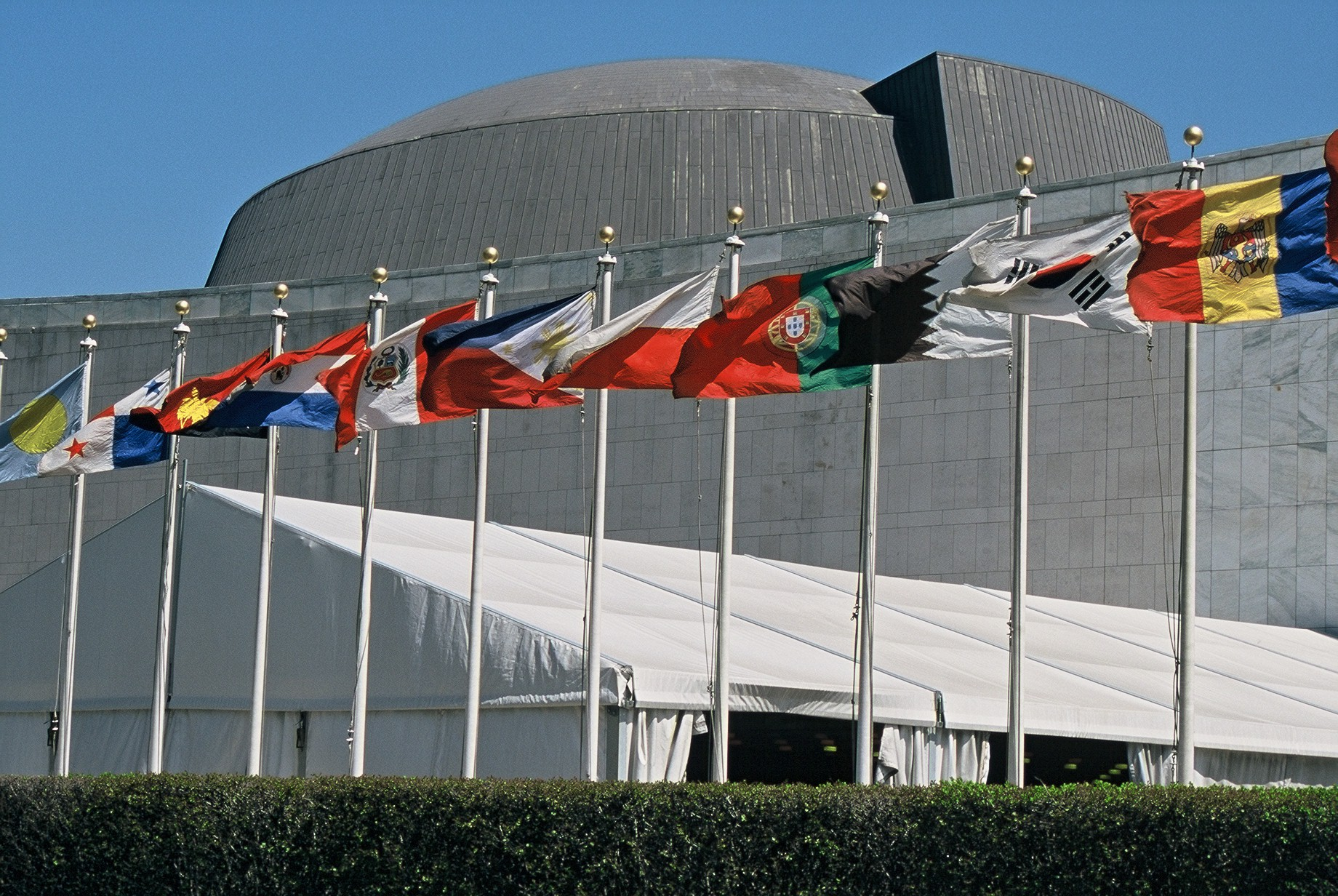
Banderas de los países miembros, ordenadas en orden alfabético.

Varias ciudades compitieron por el honor de acoger la sede de las Naciones Unidas, previo a la selección de Nueva York. La selección del sitio del río Este fue el resultado de un año de prolongado estudio y consideración de muchos lugares, en los Estados Unidos. Una poderosa facción entre los delegados abogó por regresar al anterior complejo de la Liga de las Naciones en Ginebra, Suiza. Llegaron sugerencias de todo el mundo, incluyendo un extravagante barco en altamar para acoger el complejo entero, en un solo edificio alto. Arquitectos amateur presentaron diseños, gobiernos locales ofrecieron áreas de parque, pero el decidido grupo de impulsores de Nueva York incluyendo luminarias tales como Grover Whalen, Thomas J. Watson y Nelson Rockefeller, y los esfuerzos coordinados por el poderoso coordinador de construcción, Robert Moses, y el alcalde William O'Dwyer, armaron instalaciones interinas aceptables. Su permanente cortejo del comité de la sede interina de las Naciones Unidas, resultó en que las primeras reuniones  de la Organización se realizaron en múltiples sitios, en toda el área de Nueva York. Sitios en San Francisco (incluyendo el Presidio), Marin County, California, Philadelphia, Boston, Chicago, Fairfield County, CT, Westchester County, NY, y Flushing Meadows-Corona Park en Queens, estaban entre las ciudades que fueron consideradas, antes que Manhattan fuera seleccionada. Además, el sitio de Manhattan fue elegido después de que John D. Rockefeller Jr., ofreciera donar $8.5 millones de dólares para comprarlo. 
En 1945–1946, Londres hospedó la primera reunión de la Asamblea General en la Sala Central Metodista, y el Consejo de Seguridad sesionó en la Church House. La tercera y sexta sesiones de la Asamblea General, en 1948 y 1951, se realizaron en el Palais de Chaillot, de París. Previo a la construcción del complejo actual, las Naciones Unidas funcionaron temporalmente en las oficinas de la Corporación Sperry en Lake Success, un suburbio este de la ciudad en Nassau County en Long Island, entre 1946 y 1952. El Consejo de Seguridad también sesionó en un campus del Colegio Hunter, en el Bronx, (ahora sitio del Colegio Lehman) de marzo a agosto de 1946. Las Naciones Unidas también se reunieron en lo que ahora es el Pavilion de la Feria Mundial de Nueva York en 1964. La Asamblea General se reunió en lo que ahora es la pista de hielo, y la línea del tren de Long Island y reabrió la estación Feria Mundial como la estación Naciones Unidas.
Andréi Gromyko, embajador de la URSS en los EUA entre 1943 y 1946 y testigo en los comienzos de la ONU, escribió años después sobre la elección de la sede:

Se propusieron varias capitales europeas, siendo Copenhague, París y Ginebra las más nombradas, con una mención para Mónaco. Los debates fueron a veces acalorados. Copenhague no obtuvo mayoría porque, aunque nadie presentó razón de peso alguna en su contra, tampoco nadie presentó nada especial en su favor. París, o alguna otra ciudad francesa, era tenido en cuenta por muchos delegados, pero algunos de los países europeos miraban con recelo esta idea, porque ello daría a los franceses una cierta ventaja sobre Londres y Washington. Roma no figuraba, porque al ser Italia país agresor, no era miembro fundador de la ONU. Ginebra fue calurosamente defendida por algunos delegados, que resaltaban la neutralidad suiza y el atractivo de la ciudad, pero sus oponentes argumentaron que el nuevo organismo no debería asentarse en el mismo lugar donde había estado la impotente Sociedad de Naciones. Todo el mundo sabía que la ciudad elegida recibiría una considerable cantidad de dinero, procedente de los servicios necesarios para un gran número de visitantes extranjeros, y que también proporcionaría trabajo fijo para muchos de sus ciudadanos. Sin embargo, nadie lo admitía explicitamente. (...) El argumento contra Europa consistía en que situar la ONU en los Estados Unidos sería una expresión de reconocimiento por parte de la coalición de los países contrarios a Hitler al papel que había jugado América en la guerra. Curiosamente, este argumento no lo esgrimió el propio país, pero los delegados de Estados Unidos llevaron a cabo una intensa actividad entre bastidores y, finalmente, el representante norteamericano en la comisión preparatoria, Adlai Steveson, leyó una resolución, aprobada por el Congreso, en la que se invitaba a las Naciones Unidas a fijar su residencia e los Estados Unidos. Tras un debate tormentoso, se celebró una votación abierta que transcurrió como habíamos supuesto: veintitrés votos a favor de Europa, veinticinco en contra y dos abstenciones; para Estados Unidos, treinta a favor, catorce en contra y seis abstenciones. Pasaron, sin embargo, muchos meses antes de que se decidiera la localización final, las autoridades municipales de San Francisco esperanzadas de que la elección recayese en esta ciudad. (...) el delegado de Estados Unidos anunció que su gobierno había encontrado un lugar en Nueva York y nadie objetó nada.
Andréi Gromyko, Memorias (1989) pp.156-157

### Construcción
La primera piedra del edificio de la Secretaría se colocó el 14 de septiembre de 1948. Para la construcción del edificio se seleccionó un consorcio de cuatro empresas contructoras de Manhattan y Queens mediante un contrato de $30 millones.
El edificio de la Secretaría tiene 39 pisos y se completó en 1952. El edificio fue diseñado por el arquitecto brasileño Oscar Niemeyer y el arquitecto suizo-francés Le Corbusier. Este edificio está conectado con el Edificio de Conferencias, al norte que alberga la Asamblea General, el Consejo de Seguridad, entre otros, y el edificio de la biblioteca al sur. El edificio alberga las funciones administrativas de la ONU, incluidas las tareas del día a día, como las finanzas y la traducción. Como parte del complejo de las Naciones Unidas, el edificio está sujeto a un acuerdo entre las Naciones Unidas y su país anfitrión, los Estados Unidos.
El edificio de la Secretaría de las Naciones Unidas fue renovado, a partir de mayo de 2010, y se reabrió con la mudanza gradual de los primeros ocupantes en julio de 2012.
El 29 de octubre de 2012, el sótano del complejo de la ONU se inundó debido al huracán Sandy, lo que provocó el cierre por tres días y la reubicación de varias oficinas.
Por un acuerdo con la ciudad, los edificios cumplieron con algunos, pero no todos los códigos de seguridad contra incendios y de edificación. La construcción de los edificios iniciales empezó con la puesta de la primera piedra el 24 de octubre de 1949, y fue completada en 1952. El edificio de Biblioteca Dag Hammarskjöld, diseñado por Harrison y Abramovitz, fue incluido en 1961. La construcción de la sede fue financiada por un préstamo libre de interés de $65 millones, hecho por el gobierno de los Estados Unidos de América, y el costo de construcción reportado fue de esos $65 millones.

## Carácter internacional

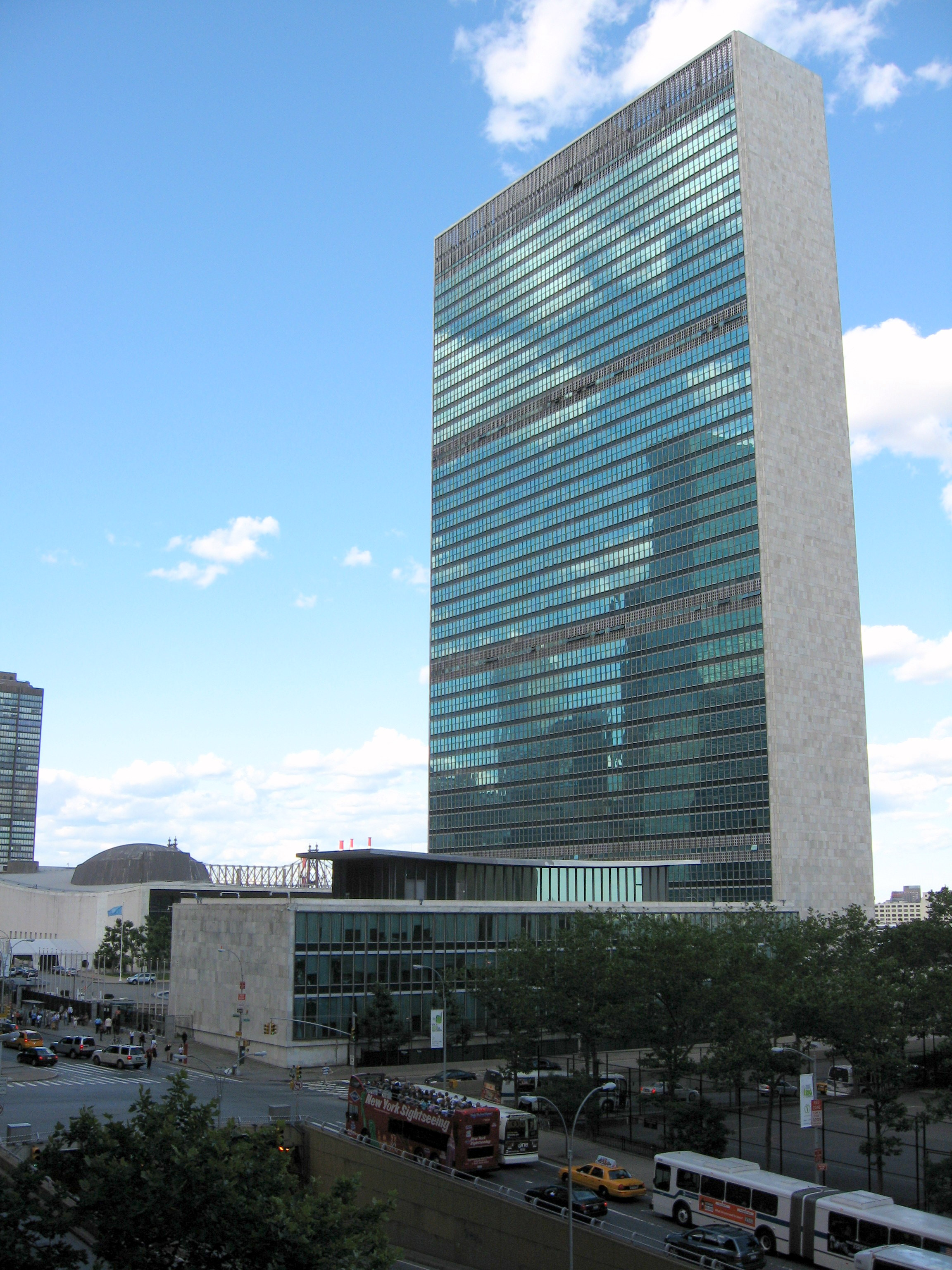
Vista desde la primera avenida hacia los edificios de la biblioteca, Secretaría y Asamblea General.

El sitio de la sede de las Naciones Unidas tiene estatus de extraterritorial. Esto afecta algunas aplicaciones de la ley donde las reglas de las Naciones Unidas anulan las leyes de la Ciudad de Nueva York, pero no otorga inmunidad a aquellos que cometen un crimen allí. Adicionalmente, la sede de las Naciones Unidas permanece bajo la jurisdicción y leyes de los Estados Unidos, aunque unos pocos miembros del personal tienen inmunidad diplomática y no pueden ser procesados por cortes locales a menos que la inmunidad diplomática sea suspendida por el secretario general. En 2005, el secretario general Kofi Annan suspendió la inmunidad de Benon Sevan, Aleksandr Yakovlev, y Vladimir Kuznetsov en relación con el programa Petróleo por Comida, y todos fueron acusados en la Corte del Distrito del Sur de Nueva York. Benon Sevan huyó de los Estados Unidos a Chipre, mientras Aleksandr Yakovlev y Vladimir Kuzznetsov decidieron someterse al juicio.
La moneda en uso en la sede de las Naciones Unidas para negocios es el dólar norteamericano. Las estampas de las Naciones Unidas son emitidas en denominaciones del dólar. También se aplican los valores de las tarifas postales de Estados Unidos.
Las Naciones Unidas identifican el árabe, chino, inglés, francés, ruso y español como los seis idiomas oficiales. Delegados hablando en cualquiera de estos lenguajes tendrá sus palabras simultáneamente traducidas a todos los otros lenguajes oficiales. Un delegado tiene permitido hacer una declaración en uno los lenguajes no oficiales, pero se debe proporcionar un intérprete o el texto de la declaración en uno de los lenguajes oficiales. El inglés y francés son los lenguajes de trabajo de la Secretaría de las Naciones Unidas, ya que la mayoría de la comunicación diaria en la Secretaría se realiza utilizándolos y la mayoría de las señales del edificio de las Naciones Unidas se encuentran en estos lenguajes.
La dirección del complejo edilicio es: Sede de las Naciones Unidas, Nueva York, NY 10017, Estados Unidos. Por razones de seguridad, todo el correo enviado a esta dirección es esterilizado, por ello los artículos que pudieran ser degradados pueden ser enviados por medio de mensajería. La administración Postal de las Naciones Unidas emite estampillas, que deben ser usadas en correo enviado desde el edificio. Los periodistas, cuando informan desde la sede de la ONU a menudo usan "Naciones Unidas" en lugar de "Ciudad de Nueva York" como la identificación de la ubicación en reconocimiento de su estatus extraterritorial.
Para comunicaciones, la ONU tiene su prefijo ITU reconocido internacionalmente, que es 4U. Sin embargo, solo contactos hechos con la sede de la ONU en Nueva York, y el ITU cuentan como entidades separadas. El personal del Consejo Recreativo de las Naciones Unidas opera una estación de radio amateur 4U1UN, y ocasionalmente utiliza indicativos especiales con prefijo 4U y terminando en UN en conmemoración de ciertos eventos en las Naciones Unidas.

## Estructuras
El complejo incluye varios edificios. El de la Secretaría es el más predominante, debido a su altura y vista despejada desde el río Este; pero también están de la Asamblea General, la Biblioteca Dag Hammarskjöld, así como también el edificio de Conferencias, que está situado entre el edificio de la Asamblea General y Secretaría, y que solo puede ser visto desde río Este. A un costado del edificio de la Asamblea General, se ubica una línea de astas, donde las banderas de los 193 Estados miembros de las Naciones Unidas están dispuestas por orden alfabético, en inglés, junto a la bandera de la Organización.

### Edificio de la Asamblea General

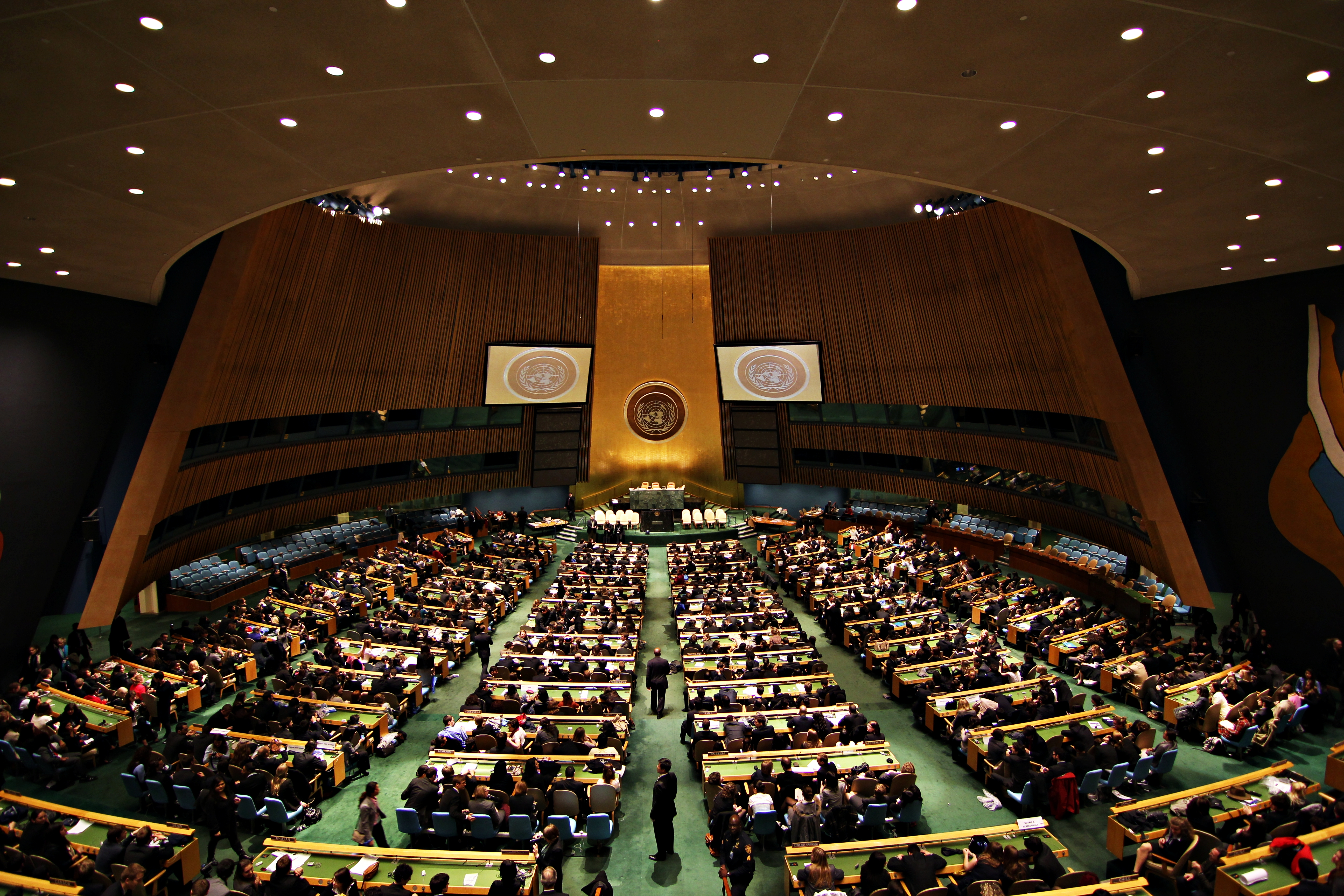
Sala de la Asamblea General de las Naciones Unidas

El edificio de la Asamblea General, aloja el salón de reuniones plenarias de las delegaciones de todos los Estados miembros de las Naciones Unidas. La Sala de la Asamblea General que tiene una capacidad de 1,800 asientos y mide 50 m de largo por 35 m de ancho; es el salón más grande del complejo y tiene dos murales del artista francés Fernand Léger. Presidiendo la cámara se encuentra el podio, con un escritorio de mármol verde con 3 asientos: para el presidente de la Asamblea General (quien dirige los debates y otorga el uso de la palabra), el Secretario General y el Subsecretario General, para asuntos de la Asamblea General. Delante de este, está el lugar más reconocible de las Naciones Unidas: el podio para un solo orador, que es desde donde los Jefes de Estado, de Gobierno y los Embajadores hacen uso de la palabra en nombre de sus países. Detrás del podio se encuentra el emblema de las Naciones Unidas, en un fondo de oro. Rodeando el podio y la tribuna, hay una pared semicircular que se estrecha mientras se acerca al techo y rodea la parte frontal de la cámara. En frente de las paredes con paneles hay áreas con asientos para invitados, y en la pared hay ventanas que permiten a los traductores observar los debates mientras trabajan. El techo de la sala es de 23 m  de altura y posee un domo poco profundo rodeado por lámparas empotradas. A la entrada de la sala se encuentra una inscripción del Gulistan, del poeta persa Sa'di.
La sala de la Asamblea General fue por última vez alterada en 1980, cuando su capacidad se aumentó para acomodar el creciente número de Estados que habían ingresado a las Naciones Unidas. Cada país dispone de un escritorio con 3 asientos, tras de los cuales hay otros 3 asientos adicionales. De esta forma, cada país integrante a las Naciones Unidas puede estar representado por 6 personas en las sesiones plenarias de la Asamblea General.

### Edificio de Conferencias
El edificio de Conferencias se encuentra a un costado del río Este, entre el edificio de la Asamblea General y el Secretariado. Este edificio aloja las sedes para las sesiones de 3 Consejos: 
- El salón más pequeño y próximo a la torre del Secretariado, es el del Consejo de Seguridad de las Naciones Unidas, que fue un regalo de Noruega y fue diseñado por el arquitecto noruego Ornstein Arneberg. Posee un mural, que es un lienzo al óleo, que representa un ave fénix que renace de sus cenizas, del artista noruego Per Krohg, el cual cuelga en el frente de la cámara.[41]
- A continuación, se encuentra el Consejo Económico y Social de las Naciones Unidas, que componen 54 países; y enseguida, más cerca de la Asamblea General,
- la sede del Consejo de Administración Fiduciaria, encargado de vigilar la administración de territorios que no habían alcanzado la independencia en 1945. Al haber terminado prácticamente su labor, no se reúne desde 1994.

### Edificio del Secretariado
El edificio del Secretariado fue completado en 1952, y tiene 39 plantas o pisos. Alberga las oficinas de la Secretaría General, la subsecretaria para asuntos legales y el Consejo Legal de las Naciones Unidas, la subsecretaria para asuntos políticos y la Oficina de Asuntos de Desarme, y el Departamento de la Asamblea General y la Gestión de Conferencias (DGACM).

### Biblioteca Dag Hammarskjöld

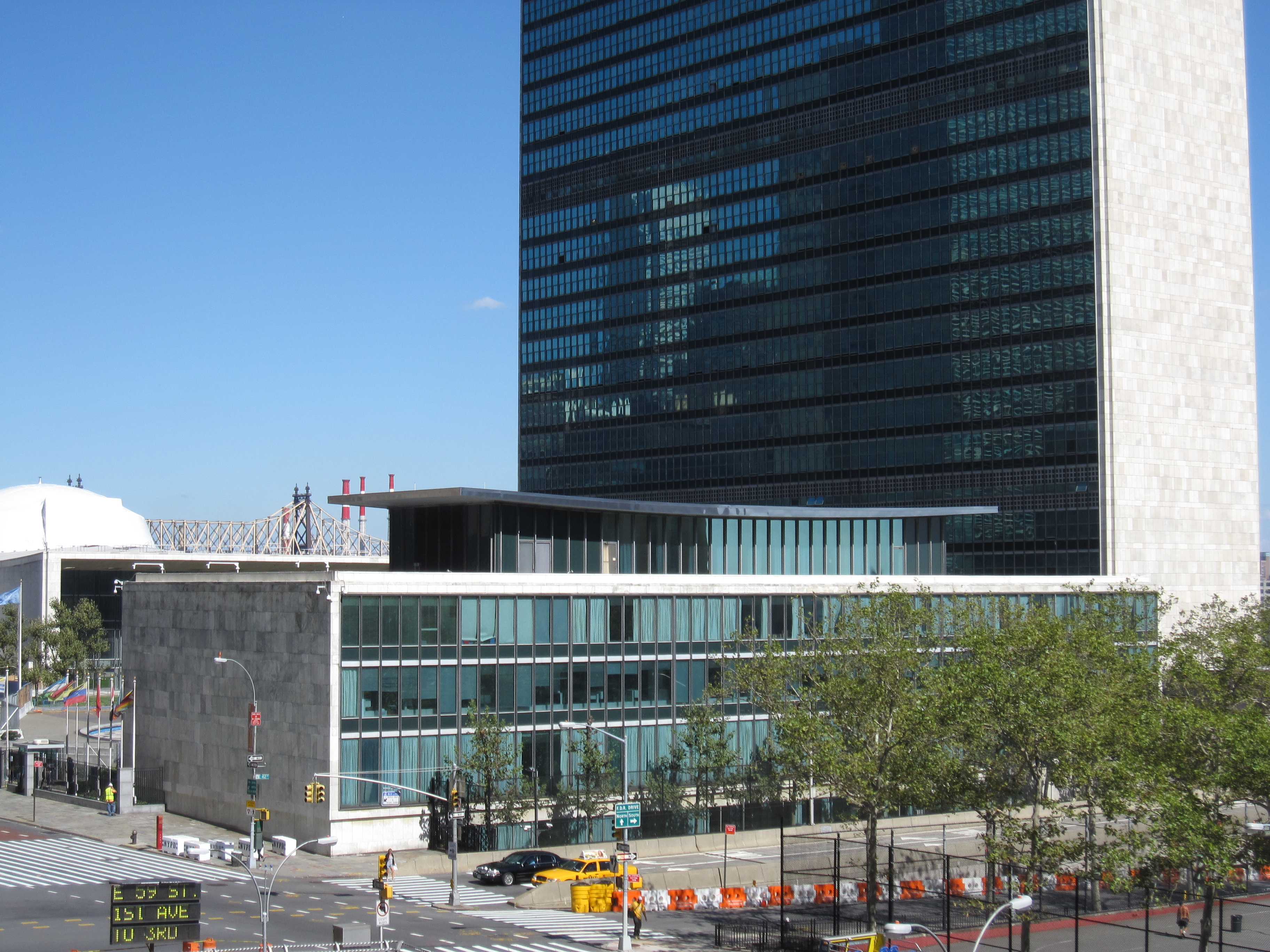
Biblioteca Dag Hammarskjöld

La Biblioteca Dag Hammarskjöld fue fundada con las Naciones Unidas, en 1946. Originalmente fue llamada simplemente Biblioteca de las Naciones Unidas, más tarde, Biblioteca Internacional de las Naciones Unidas. A mediados de la década de 1950 la Fundación Ford dio un subsidio a la ONU para la construcción de un nuevo edificio para la Biblioteca. El Secretario General, señor Dag Hammarskjöld, tuvo un rol importante para obtener fondos para el nuevo edificio. La Biblioteca tomó el nombre del Secretario General Dag Hammarskjöld, muerto en un accidente de aviación, mientras cumplía una misión de paz, el 18 de septiembre de 1961.
El edificio fue un regalo de la Fundación Ford y está ubicado al lado de la Secretaría, en la esquina suroeste de la sede. La Biblioteca contiene 400.000 libros, 9800 periódicos y títulos de publicaciones periódicas, 80,000 mapas y la Colección Woodrow Wilson, 8600 volúmenes de documentos de la Liga de las Naciones y 6500 libros relacionados y folletos. La colección de asuntos Económicos y Sociales está alojada en el edificio DC-2.

### Colección de arte

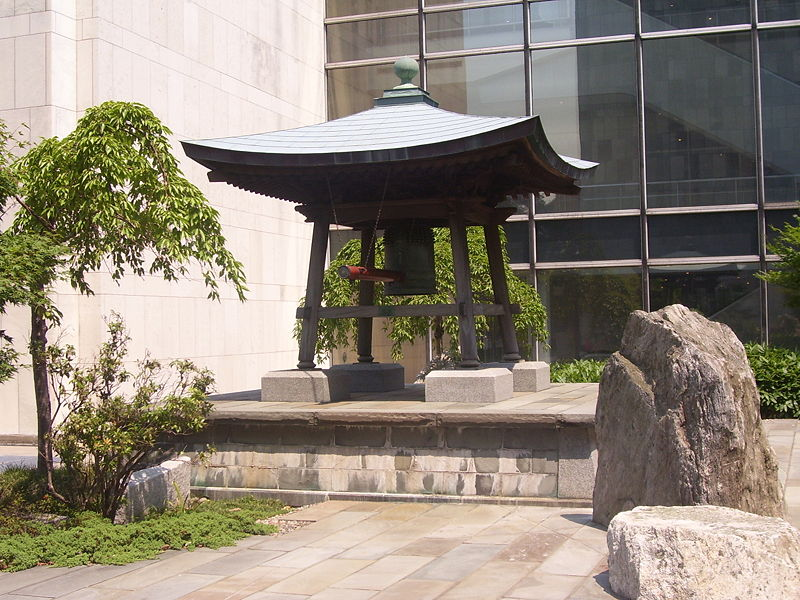
Campana Japonesa de la paz, hecha de monedas donadas por niños.

El complejo edilicio también se destaca por sus jardines y esculturas al aire libre. Entre sus esculturas icónicas se cuentan el "Knotted Gun", llamada No-Violencia, una escultura que representa un revólver Colt Python con el cañón en un nudo, que fue un regalo del gobierno de Luxemburgo y  "Let Us Beat Swords into Plowshares" (Convirtamos espadas en arados),  un regalo de la Unión Soviética. La escultura es la única aparición de la cita de "Swords into Plowshares" , de Isaías 2:4, dentro del complejo. Al contrario de la creencia popular, la cita no se encuentra tallada en ningún edificio de las Naciones Unidas. La cita sí se encuentra tallada en la "pared de Isaiah" del parque Ralph Bunche cruzando la primera Avenida. Una pieza del Muro de Berlín también se encuentra en el jardín de las Naciones Unidas.
Otros destacados trabajos de arte en el terreno incluyen un vitral de Marc Chagall recordando la muerte de Dag Hammarskjöld, la campana japonesa de la paz que se encuentra ubicada en el vernal equinox en la apertura de cada sesión de la Asamblea General, un marfil chino tallado hecho en 1974 (antes de que el comercio de marfil fuera prohibido en 1989), y un mosaico veneciano representando la pintura The Golden Rule de Norman Rockwell. Una copia del tapiz Guernica de Pablo Picasso en la pared del edificio de las Naciones Unidas en la entrada de la sala del Consejo de Seguridad. En 1952, dos murales de Léger fueron instalados en la sala de la Asamblea General. Los trabajos están destinados a ser meramente decorativos sin ningún simbolismo. Uno se asemeja a la caricatura Bugs Bunny y el presidente de los Estados Unidos Harry S. Truman apodaba al otro trabajo "huevos revueltos".
Dos enormes murales por el artista brasileño Cândido Portinari, titulados Guerra e Paz (Guerra y Paz) están ubicados en la sala de los delegados. Los trabajos son un regalo de la Asociación de las Naciones Unidas de los Estados Unidos de América y Portinari pretendió ejecutarlos en los Estados Unidos. Sin embargo, le fue negada la visa por sus convicciones comunistas y decidió pintarlos en Río de Janeiro. Posteriormente estos murales fueron montados en la sede. Después de que fueron completados en 1957, Portinari, quien estaba ya enfermo cuando empezó su obra maestra, sucumbió por envenenamiento de los pigmentos que su doctor le aconsejó abandonar.

### Otros edificios
Fuera del complejo edilicio principal, la sede incluye dos largos edificios de oficinas que sirven como oficinas de agencias y programas de la organización. Estos edificios conocidos como DC-1 y DC-2, están ubicados sobre la plaza de las Naciones Unidas. DC1 fue construido en 1976. También hay una oficina de identificación en la esquina de la calle 46, dentro de una antigua sucursal de banco, donde los diplomáticos, reporteros, y otros visitantes reciben sus pases de acceso. La casa de UNICEF y el edificio de UNITAR son también parte de la sede. Además, Church Center de las Naciones Unidas (777 Una plaza) es un edificio privado propiedad de la Iglesia Metodista Unida provee un espacio religioso albergando oficinas de varias organizaciones no gubernamentales. La oficina de Servicios de Supervisión Interna (OIOS) está ubicada en el 380 de la Avenida Madison.

## Remodelaciones
A lo largo de los años el edificio de la sede ha sido renovado y ampliado.
El 28 de julio de 2007, funcionarios de las Naciones Unidas anunciaron que el complejo recibiría 1000 millones de dólares para renovación. La firma sueca Skanska AB ganó el concurso para revisar los edificios que incluía el edificio de Conferencia, Asamblea General y Secretaría. Las renovaciones, que serían las primeras desde que el complejo abrió en 1950, demandarían siete años en ser completadas. La remodelación también buscaba hacer al edificio más eficiente energéticamente y mejorar su seguridad. El trabajo comenzó en mayo del 2008 pero el proyecto se retrasó. Para el 2009, el costo del trabajo se había elevado de 1200 millones de USD a 1600 millones de dólares con algunas estimaciones proyectando el costo total hasta 3000 millones de dólares. Funcionarios esperaban que los edificios renovados lograrían una clasificación plateada de LEED. A pesar de algunas demoras y aumento en costos de construcción, la renovación de la sede de las Naciones Unidas progresó con rapidez. En el 2012, se completó la instalación de la nueva fachada de cristal del edificio del Secretariado fue completada. La nueva pared de cristal conserva el aspecto de la fachada original pero es más eficiente energéticamente. La renovación del edificio de la Secretaría se completó y el personal de las Naciones Unidas fue movido al nuevo edificio en julio del 2012.
En octubre del 2011, oficiales de la ciudad y del país anunciaron un acuerdo por el cual las Naciones Unidas fueron autorizadas a construir una nueva torre de oficina a lo largo del borde sur adyacente al campus existente en el parque Robert Moses, que sería relocalizado. En cambio, las Naciones Unidas permitirían la construcción de una explanada a lo largo del East River que completaría el East River Greenway, un camino para bicicleta y un muelle. Por su parte  las autoridades de la nación anfitriona acordaron con plan, que necesita de la aprobación de las Naciones Unidas para poder ser implementado. El plan es similar al concepto de una propuesta previa que fuera anunciada en el 2000 pero no se llevó a cabo.

## Propuestas de reubicación

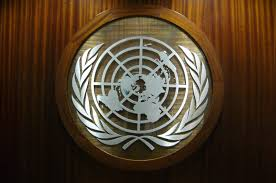
Logo de las Naciones Unidas en la sede.

Debido al significado de la ONU, ocasionalmente se han discutido propuestas para reubicar su sede. Entre las quejas sobre su actual ubicación se incluyen diplomáticos que tienen dificultades para obtener visas de entrada a Estados Unidos y residentes locales que se quejan de inconvenientes cada vez que las vías aledañas son cerradas a causa de la llegada o partida de los dignatarios visitantes, así como los altos costos que la misma representa para la ciudad. Una encuesta telefónica en el 2001 encontró que el 67% de los encuestados estaban a favor de mover la sede de las Naciones Unidas a otro país. Países críticos de Estados Unidos, tales como Irán y Rusia, cuestionan con énfasis la localización actual de la sede de la ONU en territorio estadounidense, argumentando que el gobierno de Estados Unidos podría manipular el trabajo de la Asamblea General a través de proveer acceso selectivo a los políticos de otros países, con el objetivo de tener una ventaja sobre países rivales.
Entre las ciudades que han sido propuestas como alternativa para albergar la sede de la ONU están San Petersburgo, Montreal, Dubái, Jerusalén y Nairobi.
Debido a las acusaciones de espionaje por parte de Estados Unidos, la reubicación de la sede de la ONU volvió a debatirse, esta vez argumentando razones de seguridad.
Los críticos de la reubicación afirman que la idea, aunque no es inviable, sería costosa e inútil y además implicaría la retirada de Estados Unidos de la organización, y con ello buena parte del financiamiento de la ONU. Así mismo, afirman que las propuestas nunca han pasado de ser meras declaraciones.

## Concentraciones públicas
Protestas multitudinarias, demostraciones, y otras concentraciones en la Primera Avenida son raras. Algunas concentraciones han tenido lugar en el Parque Ralph Bunche, pero es muy pequeño para acomodar concentraciones grandes. El sitio más cercano donde el Departamento de Policía de la Ciudad de Nueva York usualmente permite concentraciones es la plaza Dag Hammarskjöld en la calle 47 y la Primera Avenida, una calle lejos de la entrada de visitantes, y a cuatro calles de distancia de la entrada usada por diplomáticos de alto nivel, y a cinco calles de distancia de la entrada general de personal.
Excluyendo las  exclusivas para diplomáticos y académicos, hay algunas organizaciones que regularmente realizan eventos en la sede de la ONU. La asociación de las Naciones Unidas de los Estados Unidos de América (UNA-USA), es una organización no gubernamental, y celebra un evento anual "member's day" en una de las salas de conferencias. Las conferencias del Modelo de las Naciones Unidas patrocinadas por UNA-USA, la Conferencia de la Asociación Nacional de Colegiado (NCCA/NMUN), y la Asociación Internacional del Modelo de las Naciones Unidas (IMUN/NHSMUN) llevan a cabo sesiones en la Sala de la Asamblea General. Sala de la Universidad Seton, Escuela Whitehead de diplomacia anfitriona su programa de verano en la sede.

## Seguridades
Los oficiales de seguridad de las Naciones Unidas son generalmente responsables de la seguridad dentro de la sede. Están equipados con armas y esposas y pueden ser confundidos por oficiales de la Policía de la Ciudad de Nueva York, por su similitud en los uniformes.  La policía de la Ciudad de Nueva York puede responder cualquier incidente alrededor o cerca del edificio y proveer asistencia durante protestas o disturbios.[cita requerida]

## En la cultura popular

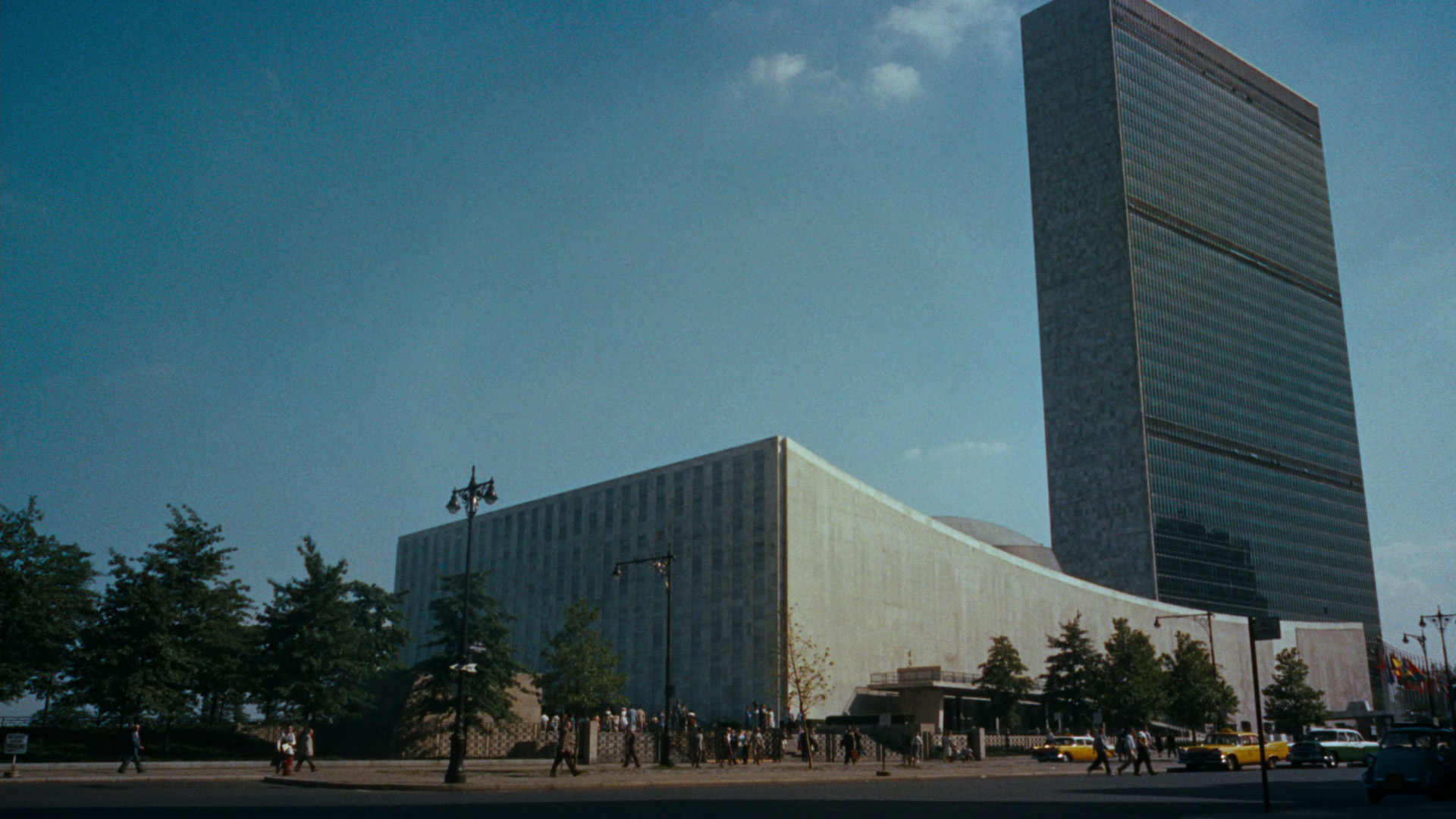
Vista de la sede en 1959 en el thriller de MGM North by Northwest por Alfred Hitchcock.

Debido a su rol en la política internacional, la sede de la ONU a menudo es presentada en películas y otros tipos de expresiones de la cultura pop. La única película filmada en la sede de las Naciones Unidas es La intérprete (2005), cinta dirigida por Sydney Pollack y protagonizada por el mismo Pollack, junto con Nicole Kidman y Sean Penn. Las escenas filmadas, contaron con el expreso consentimiento del Secretario General de aquel entonces, el ghanés Kofi Annan. El rodaje se llevaba a cabo en horario nocturno y los fines de semana, a fin de no interferir con las jornadas de trabajo. 
Una de las secuencias finales de la película, requería que se rodáse en el salón plenario de la ONU, con muchas personas presentes. Para lograr la coherencia, emoción y el impacto requeridos en la escena, cientos de diplomáticos y funcionarios administrativos de la ONU, participaron como extras, siendo esta, también, la única oportunidad en que una producción cinematográfica se ha filmado en esa sala.- 
Respecto al documental político U.N Me, algunas escenas fueron clandestinamente filmadas dentro del edificio, sin permiso. Cuando no pudo conseguir el permiso para filmar en la sede de las Naciones Unidas, el director Alfred Hitchcock filmó en 1959 forma encubierta el arribo de Cary Grant para la película North by Northwest. Después de la acción dentro del edificio, otra escena muestra a Grant saliendo por la plaza mirando abajo desde el techo del edificio. Esto fue creado usando una pintura. En la comedia de 1976 La pantera rosa ataca de nuevo, el edificio es vaporizado por Dreyfus con un dispositivo del día del juicio final. La barricada final de la temporada 21 de la versión americana de The amazing race también tomó lugar dentro de las puertas del edificio y tuvo equipos asociando diferentes banderas con los diferentes "hola" y "adiós" que escucharon durante la carrera. El edificio es visto en el juego de 2008 Grand Theft Auto IV, pero llamado Edificio del Comité de Civilización (CC). El edificio se encuentra también en el juego de carrera The Crew en el área de juego de la Ciudad de Nueva York. La sede también es protagonista de la misión final del juego The Division publicado en 2016 y ubicado en una Nueva York posapocalíptica.[cita requerida]